# Masters of Horror
Masters of Horror ist eine durch Mick Garris von 2005 bis 2007 für Showtime produzierte US-amerikanische Horror-Fernsehserie. Jede Folge der Serie wurde von einem bekannten Horrorfilm-Regisseur inszeniert und beinhaltet einen eigenständigen Kurzfilm.
Es wurden zwei komplette Staffeln mit jeweils 13 Episoden produziert. Nachdem sich Showtime gegen eine dritte Staffel entschieden hatte, produziert Mick Garris seit 2008 für NBC eine Horror-Fernsehserie nach gleicher Idee unter dem Namen Fear Itself.
In Deutschland ist die Serie bisher auf DVD erschienen sowie bei „maxdome“ im Monatspaket abrufbar. Obwohl ab 18 freigegeben, sind einige Episoden im Vergleich zur Originalfassung gekürzt worden.

## Episodenliste
| Episode | Regisseur       | Titel                                      |
| ------- | --------------- | ------------------------------------------ |
| 1       | Don Coscarelli  | Incident On and Off a Mountain Road        |
| 2       | Stuart Gordon   | H.P. Lovecraft’s Dreams in the Witch-House |
| 3       | Tobe Hooper     | Dance of the Dead                          |
| 4       | Dario Argento   | Jenifer                                    |
| 5       | Mick Garris     | Chocolate                                  |
| 6       | Joe Dante       | Homecoming                                 |
| 7       | John Landis     | Deer Woman                                 |
| 8       | John Carpenter  | Cigarette Burns                            |
| 9       | William Malone  | The Fair-Haired Child                      |
| 10      | Lucky McKee     | Sick Girl                                  |
| 11      | Larry Cohen     | Pick Me Up                                 |
| 12      | John McNaughton | Haeckel’s Tale                             |
| 13      | Takashi Miike   | Imprint                                    |

| Episode | Regisseur           | Titel                       |
| ------- | ------------------- | --------------------------- |
| 1       | Tobe Hooper         | The Damned Thing            |
| 2       | John Landis         | Family Psycho               |
| 3       | Ernest R. Dickerson | The V Word                  |
| 4       | Brad Anderson       | Sounds Like                 |
| 5       | John Carpenter      | Pro-Life                    |
| 6       | Dario Argento       | Pelts                       |
| 7       | Joe Dante           | The Screwfly Solution       |
| 8       | Mick Garris         | Valerie on the Stairs       |
| 9       | Rob Schmidt         | Right to Die                |
| 10      | Tom Holland         | We All Scream for Ice Cream |
| 11      | Stuart Gordon       | The Black Cat               |
| 12      | Peter Medak         | The Washingtonians          |
| 13      | Norio Tsuruta       | Dream Cruise                |

## Ableger
Im Jahre 2007 wurde in den USA die Serie Masters of Science Fiction, die sich am Konzept von Masters of Horror orientiert und von deren Machern produziert wurde, ausgestrahlt.

## Auszeichnungen (Auswahl)
- 2006 gewann Ed Shearmur für den Main Title der Serie einen Emmy.
- 2007 wurde die Serie mit dem Saturn Award in der Kategorie Best Television Series Release on DVD ausgezeichnet.
- Im gleichen Jahr wurde der Serie für die Besten DVD-Extras ein Satellite Award verliehen.

## Kritiken

### Episode Deer Woman
„Stimmig inszenierter, ironisch gefärbter Soft-Horror mit etlichen mythologischen Anleihen.“

### Episoden Sick Girl/Haeckel’s Tale
„Gediegen produzierte Horrorfilme für Anhänger des Genres.“

### Episode Chocolate
„Gut entwickelter Psychothriller mit "Mystery Touch".“

### Episode Cigarette Burns
„Grausig-spannender Horrorfilm mit bedrückender Atmosphäre, der geschickt mit Kinomythen und Ängsten spielt.“

### Episode Imprint
„Mit Sado-Maso-Sex angereicherter Horrorfilm, der seine Schocks vor allem aus drastischen Folterszenen bezieht.“